# جزایر بالئاری
جزایر بالئار (به اسپانیایی: Islas Baleares)، مجمع‌الجزایری در غرب دریای مدیترانه و نزدیک به ساحل شرقی شبه‌جزیرهٔ ایبری است
یکی از ۱۷ بخش خودمختار اسپانیا و یکی از ۵۰ استان آن به‌شمار می‌آید.
پایتخت این استان پالما د مایورکا و ۶۷ دهستان دارد.
این منطقه شامل جزیره‌های مایورکا و مینورکا، ایبیزا، فورمنترا و چند جزیرهٔ کوچک دیگر است که همه از مناطق گردشگری مشهور اروپا هستند.

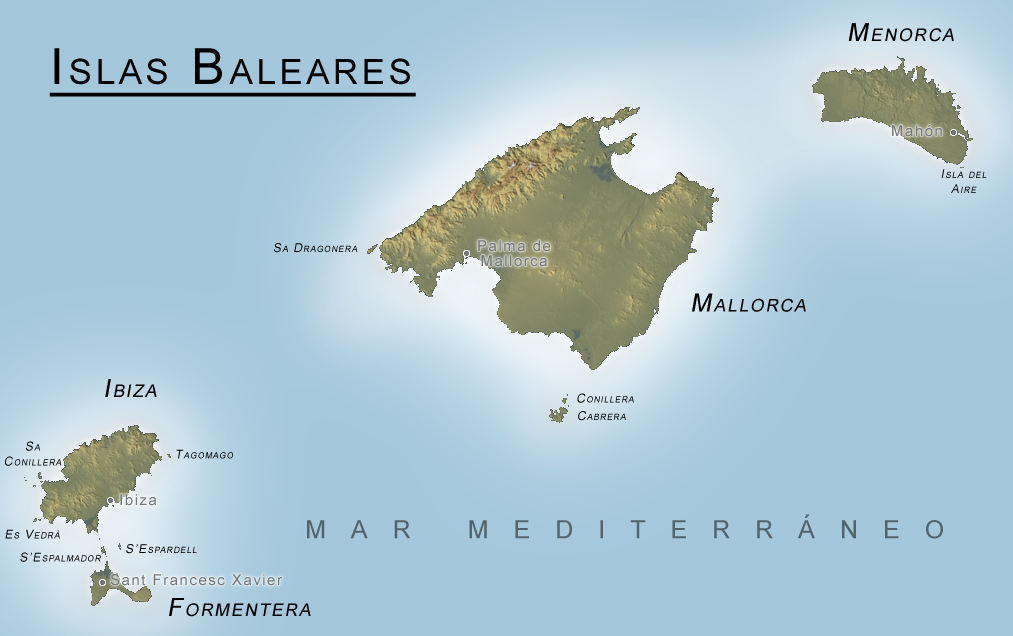
جزایر بالئاری